# Gruppo Assicurativo Poste Vita
Die Gruppo Assicurativo Poste Vita ist ein in Rom ansässiger italienischer Versicherer. Die Versicherungsgruppe gehört zur Poste Italiane.

## Geschichte
Das Lebensversicherungsunternehmen Poste Vita SpA wurde 1999 gegründet und avancierte insbesondere durch den Vertrieb über die Postfilialen schnell zu einem der führenden Unternehmen Italiens.  2010 wurde über die Schwestergesellschaft Poste Assicura das Schadenversicherungsgeschäft aufgenommen und damit die Poste Vita Insurance Group gegründet. 2017 war das Unternehmen mit einem Marktanteil von 17,5 % der führende Lebensversicherer des Landes.
Im Geschäftsjahr 2023 verbuchte Poste Vita rund 18 Mrd. Euro an Bruttoprämien, das verwaltete Vermögen belief sich zum Bilanzstichtag am Jahresende auf mehr als 164,5 Milliarden Euro.